# Paralimnophila toxopeana
Paralimnophila toxopeana là một loài ruồi trong họ Limoniidae. Chúng phân bố ở miền Australasia.